# Былинкин, Максим Николаевич
Макси́м Никола́евич Были́нкин (26 июня 1936 года — 1 июня 1986 года) — советский архитектор, один из разработчиков метода проектирования сооружений из укрупнённых объёмно-планировочных элементов КОПЭ, руководитель жилищной секции Международного союза архитекторов. Лауреат Государственной премии СССР (1990) (награжден посмертно).

## Биография
Сын архитектора Николая Петровича Былинкина (1900—1993). Брат архитектора, художника и актёра Ильи Николаевича Былинкина (1932—2006).
В 1961 году окончил МАрХИ по специальности «промышленная архитектура».
С 1961 года работал в «Моспроекте-3» в мастерской №3 (под руководством И. А. Покровского). Затем работал в мастерских института «Моспроект-1»: в мастерской №2 (под руководством Н. И. Селиванова, затем А. Д. Меерсона). Во второй мастерской руководил бригадой, в которую в 1976 г. был определён архитектор Владислав Кирпичёв. В 1978 году группа из семи архитекторов и инженеров была переведена в мастерскую №1 для разработки новой системы крупнопанельного домостроения (КОПЭ). На основе этой группы была сформирована мастерская №24 по проектированию отдельных объектов и комплексов, которую Былинкин возглавлял в 1979—1982 гг. С 1982 по 1986 г. – руководитель мастерской №20. Под руководством архитектора мастерская стала одной из трёх мастерских «Моспроекта», которые не имели жёсткой привязки к конкретным районам города, в ней разрабатывались жилые и общественные здания по индивидуальным проектам, объекты для разных районов массовой жилой застройки.

## Избранные проекты и постройки
- НИИ электронного машиностроения (совместно с И.А. Покровским (руководитель), М.Н. Хажакяном и др.), Зеленоград, 1962—1966;
- Здание Миноборонпрома на 1-й Брестской ул. (совместно с А. Меерсоном, А. Репетием, конструкторы А. Гордон, В. Стрижаченко), Москва, 1966—1969;
- Здание Московского речного пароходства на Ленинградском шоссе, Москва, 1969—1975;
- Здание Ленинградского райсовета и райкома КПСС на Флотской улице, Москва 1977[4];
- Гостиничный комплекс «Союз», Москва, 1978;
- Реконструкция Центрального стадиона «Динамо» (совместно с А. Меерсоном, И. Волковым и др.), Москва, 1979—1981, отмечена Премией Совета Министров СССР;
- Жилой микрорайон Воронцово, первый район из типовых домов серии КОПЭ (совместно с А.Г. Рочеговым и др.), Москва, 1983.
- Генплан, жилые дома и многофункциональный центр района «Оганер» в Норильске (совместно с А.Г. Рочеговым и др.), 1985—1994, реализовано частично.

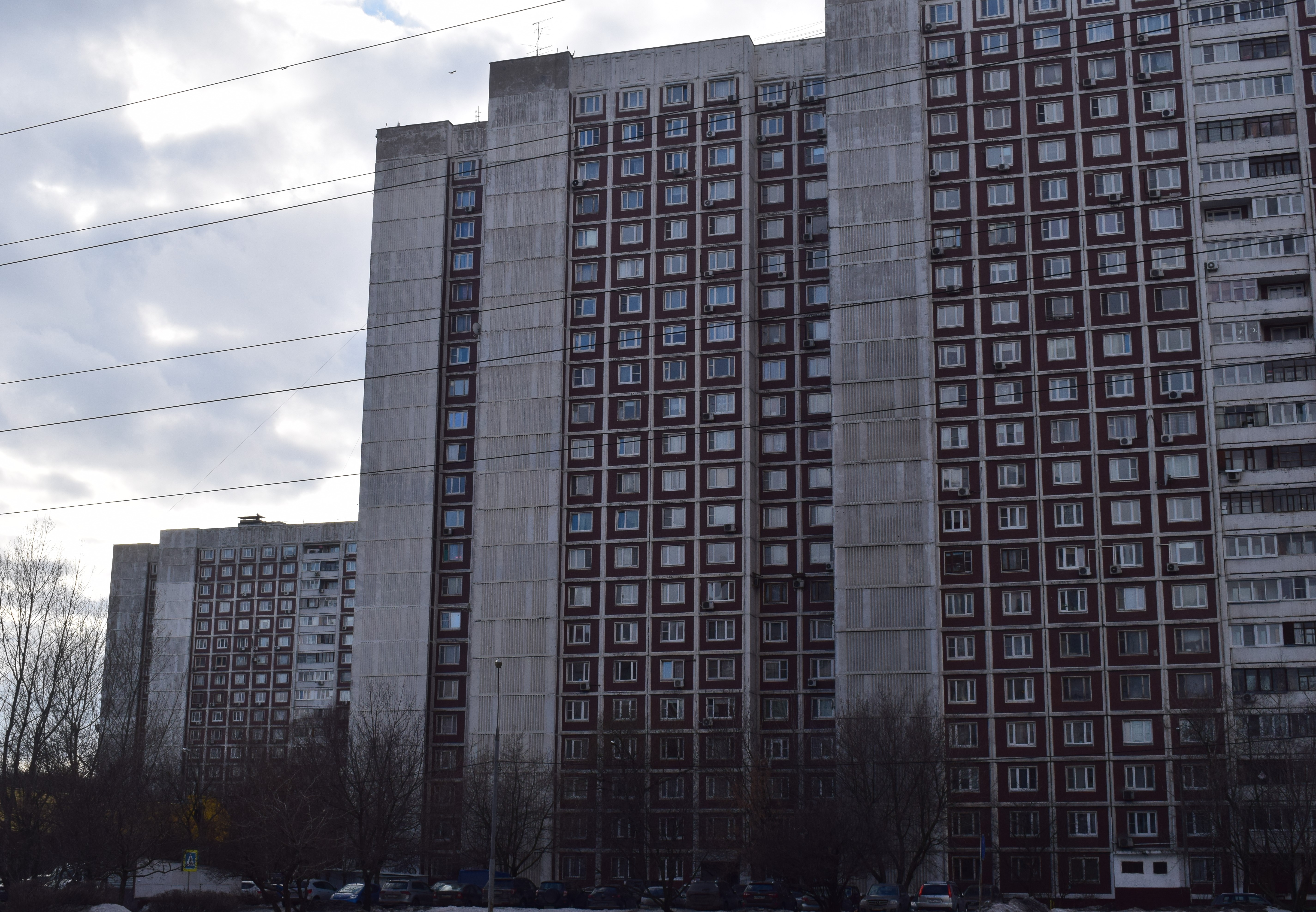
Первые дома серии КОПЭ на ул. Академика Пилюгина
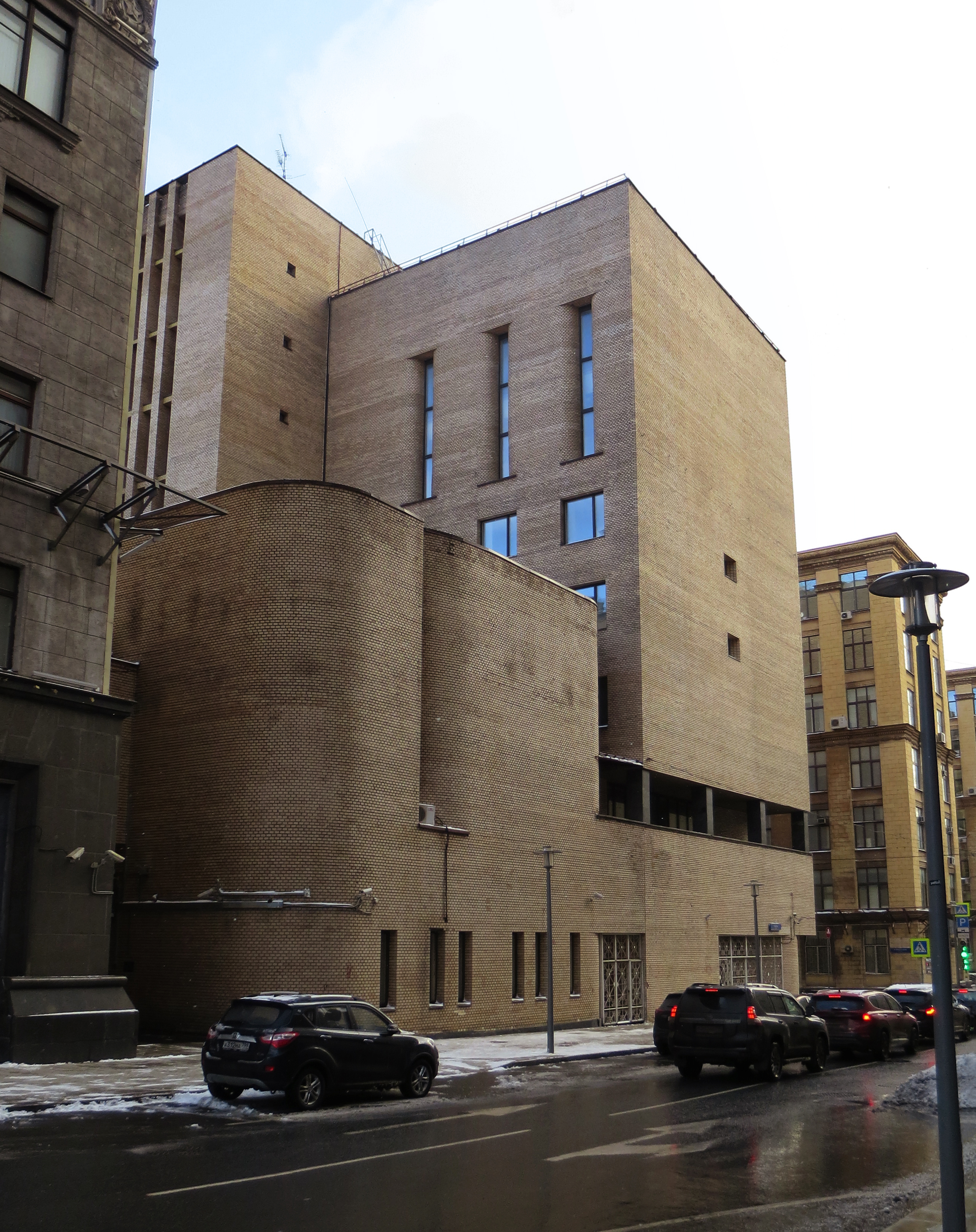
Здание Миноборонпрома, 1-я Брестская ул., д. 10, стр. 4
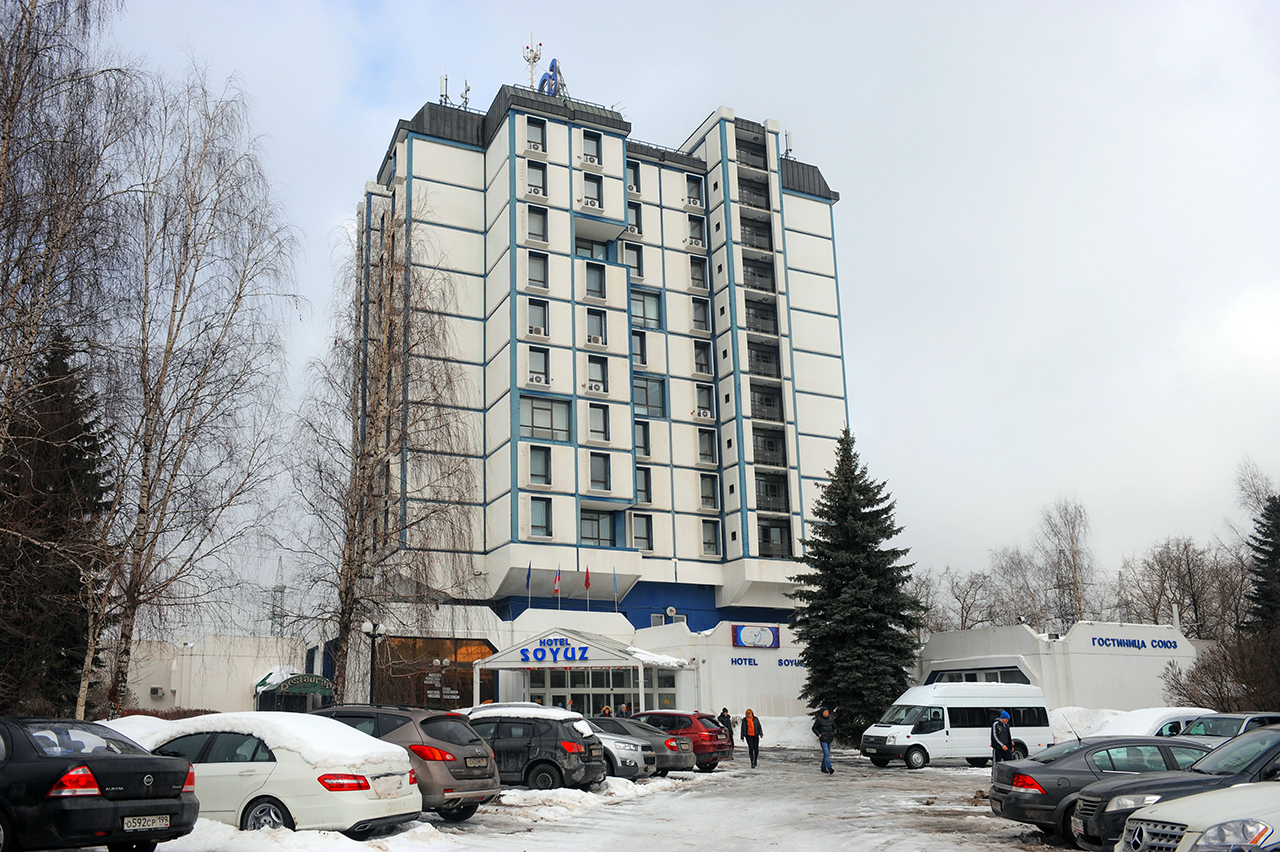
Гостиница-мотель «Союз», Левобережная ул.,12